# هونج لي
هونج لي (بالصينية: 洪磊) هو دبلوماسي وسياسي صيني، ولد في 1 أغسطس 1969 في الصين. حزبياً، نشط في الحزب الشيوعي الصيني.